# Les Baleines publiques
Les Baleines publiques est la première histoire de la série Broussaille de Frank Pé. Elle fut publiée pour la première fois du no 2432 au no 2435 du journal Spirou.

## Univers

### Synopsis
D'étranges phénomènes se produisent dans la ville comme des nuées de mouettes et une insomnie généralisée. Broussaille qui flâne dans la ville est attiré par un vieux livre, La Mer et ses mystères, écrit à une époque où de mêmes phénomènes s'étaient produits. Broussaille, appelé dans des rêves marins, partira tout au fond d'un vieux musée, à la recherche de l'être qui l'appelle...

### Personnages
- Broussaille

## Fiche technique
- Scénario : Bom
- Dessins : Frank Pé
- Éditeur : Dupuis
- Collection : Repérages
- Lieux : Bruxelles
- Époque : 1984

## Autour de l'album
Le livre est fortement implanté dans Bruxelles et particulièrement dans le quartier jouxtant le Muséum des Sciences naturelles (http://www.sciencesnaturelles.be). L'album rend hommage à ce quartier, défiguré par la construction des extensions successives des locaux de la Commission européenne.
On distingue aussi des références à la Grand-Place et à la place de Brouckère.

### Postérité
Une peinture murale en 5 parties consacrée à Broussaille : Les Baleines publiques dans la ruelle Dédale, près de la rue des Wallons à Louvain-la-Neuve, est réalisée en 1993 par le « Kot BD » avec le concours de l'Administration des domaines de l'UCLouvain et du comité de gestion des « kots à projets ». La fresque, dans laquelle « Broussaille se sent comme un poisson dans l’eau », est rénovée en 2004 mais sa partie droite (Le poisson-chat de la ligne 14) est très dégradée.

Fresque Les Baleines publiques à Louvain-la-Neuve
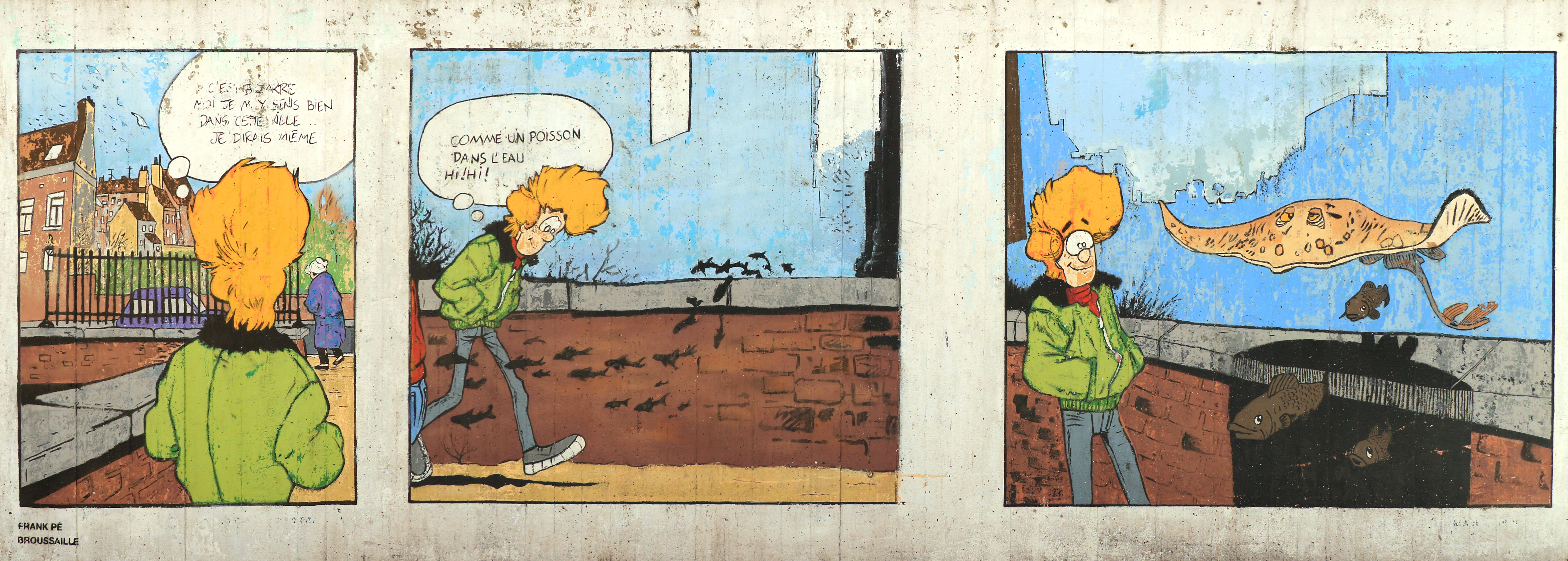
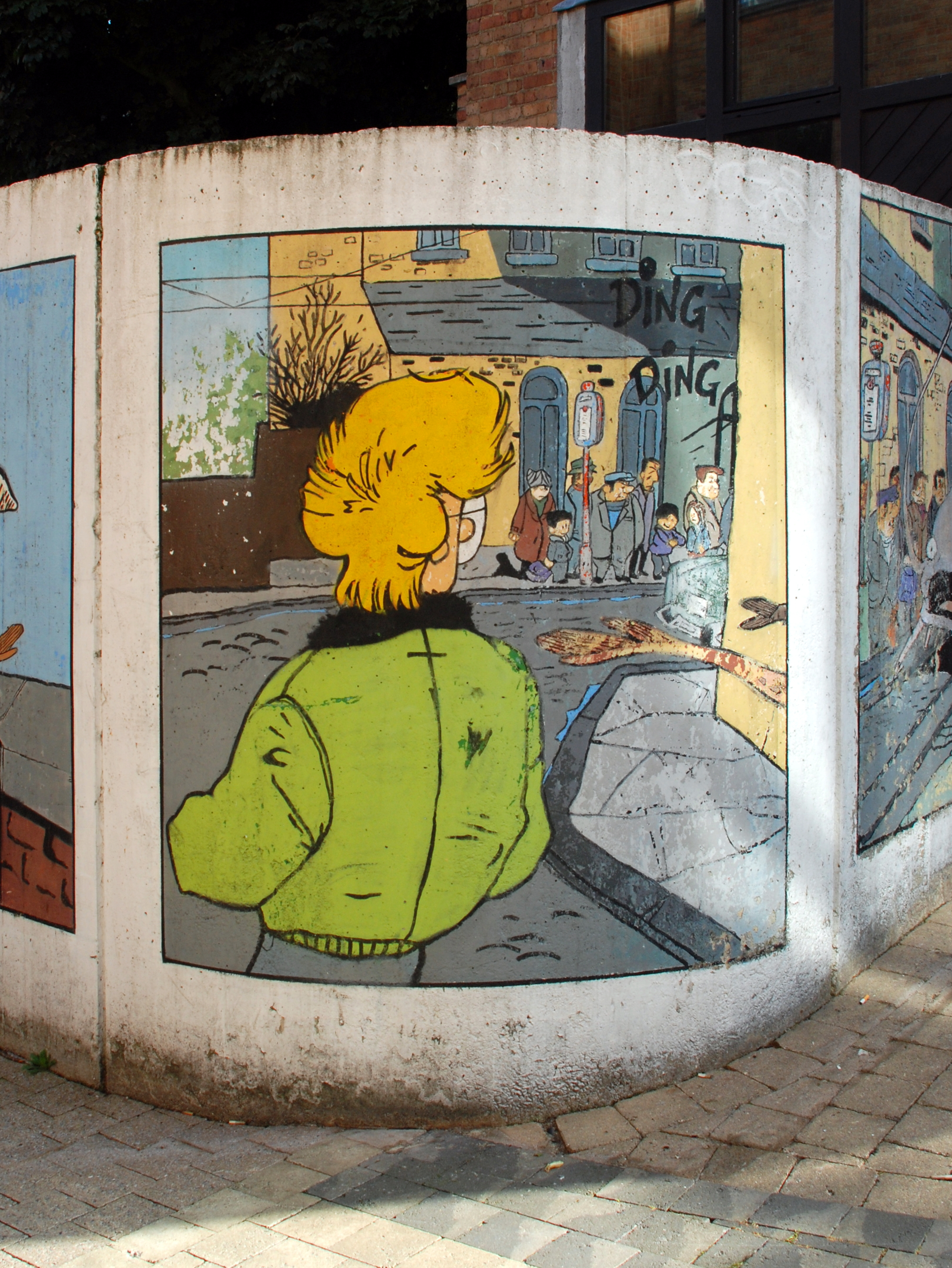
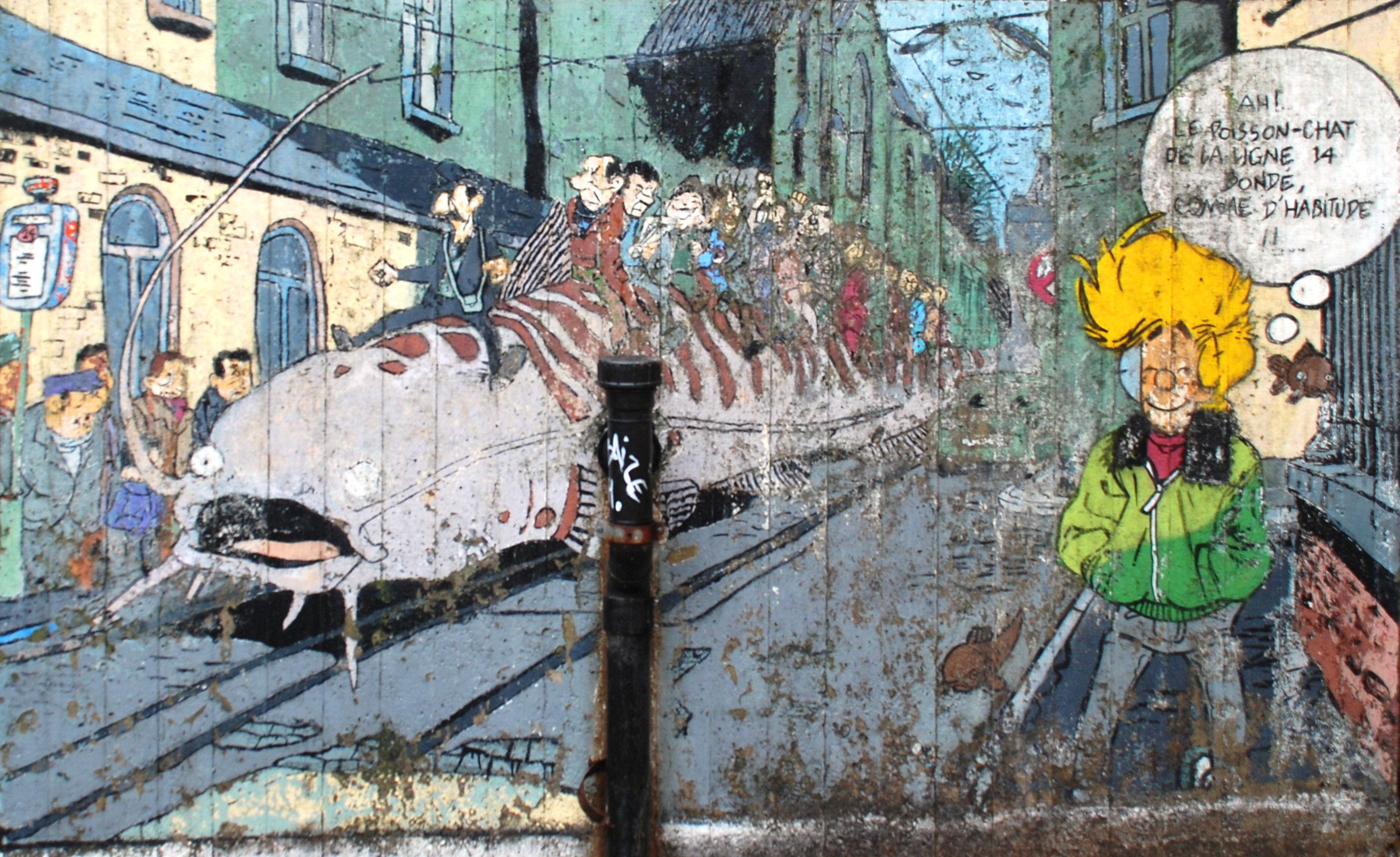